# أمان الدين منصور
مولوي أمان الدين منصور هو سياسي في طالبان الأفغانية يشغل حاليًا منصب القائد الأعلى للقوات الجوية الأفغانية منذ 7 ديسمبر 2021. كان رئيسًا لشرطة ولاية قندهار من أغسطس 2021 إلى 7 نوفمبر 2021. وكذلك كان وحاكم ولاية بدخشان من سبتمبر 2021 حتى 6 نوفمبر 2021ز